# Western Star

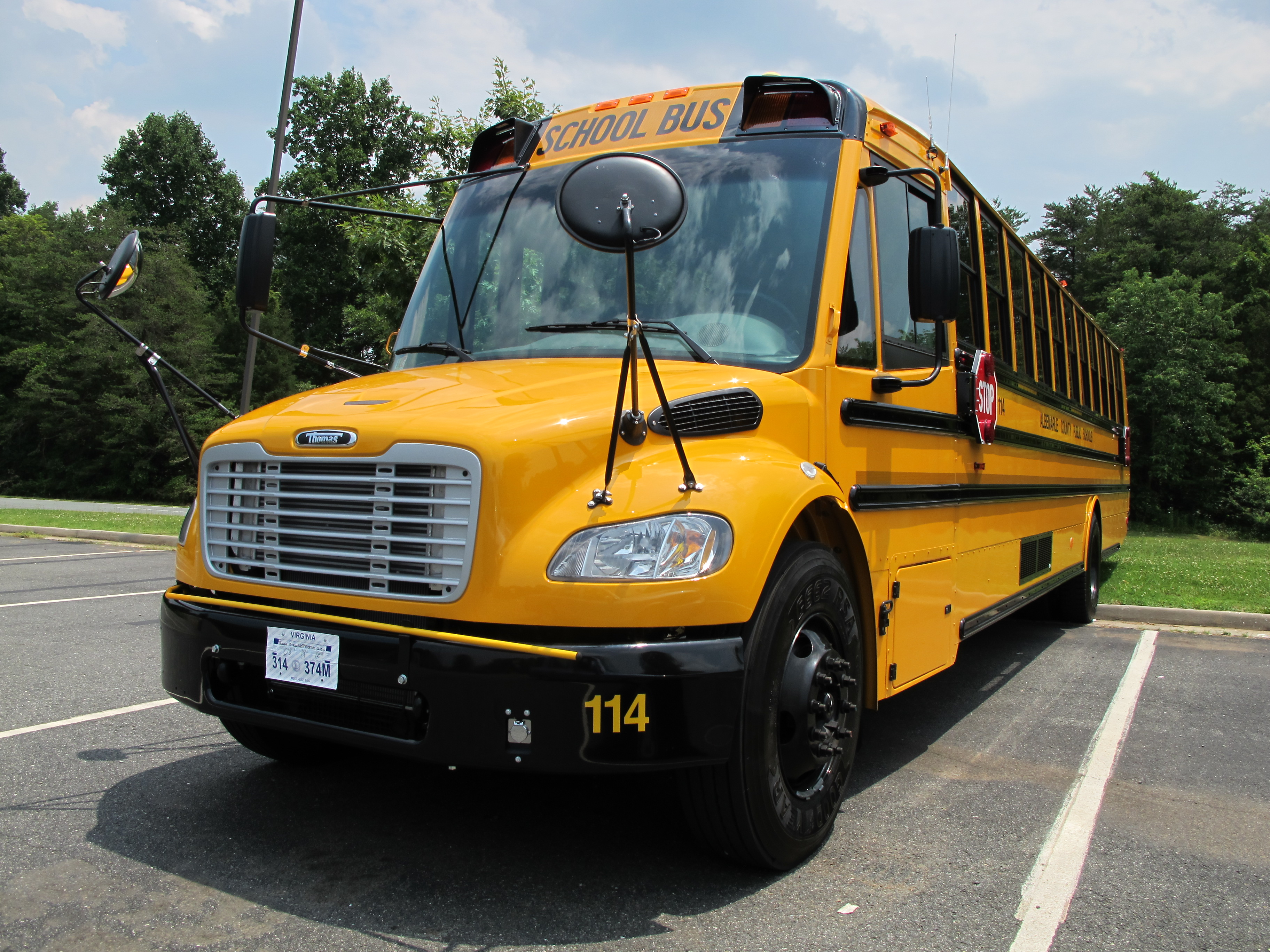
Thomas Saf-T-Liner C2 schoolbus

Western Star Trucks werd in 1968 opgericht door voormalig vracht- en personenwagenbouwer White Motor Company.
Western Star werd opgericht in Cleveland (Ohio). Het leverde zware vrachtwagens aan de olie- en mijnbouwsector en aan de bosbouw. In 1970 werd het een bedrijfsonderdeel van White Trucks.
In september 1980 ging White Motor Company failliet. De landbouwvoertuigen werden verkocht aan TIC Investment Corporation in Dallas en de productie en verkoop van zware vrachtwagens werd overgenomen door Volvo. Na de overname begon Volvo met de verkoop van vrachtwagens onder de naam Western Star. Volvo was een van de laatste Europese vrachtwagenfabrikanten die met een acquisitie de Amerikaanse markt op kwam, Fiat, Renault en Daimler-Benz waren het bedrijf voor. Volvo nam ook de drie fabrieken over van White Motor, in   Dublin (Virginia), Ogden (Utah) en Orrville (Ohio).
In 2001 werd Western Star Trucks verkocht aan het DaimlerChrysler-concern. Freightliner, onderdeel van het Duitse concern, betaalde US$ 456 miljoen. In 2000 verkocht Western Star Trucks bijna 7200 vrachtwagens en 800 bussen en behaalde hiermee een omzet van US$ 900 miljoen. Orion Bus Industries was het bedrijfsonderdeel voor de autobussen en hieronder valt ook Thomas Built die schoolbussen maakt. Na de opsplitsing van het Duitse concern is Western Star opgegaan in Daimler Truck.